# Transport à la demande dans l'agglomération toulousaine
 (mai 2012).
Les lignes de transports à la demande de l'agglomération toulousaine sont actuellement au nombre de trois, avec les TAD dit de « zones » (118119120). Ce réseau complète l'offre de bus classiques du réseau Tisséo. La gestion des lignes de TAD toulousains est déléguée par Tisséo - SMTC à l'entreprise ALCIS Groupe, qui fournit le matériel roulant et exploite la plateforme téléphonique de réservation.

## Histoire
D'abord mis en place dans des secteurs de très faible densité, pour des raisons essentiellement économiques, le transport à la demande s'est ensuite développé et constitue aujourd'hui une composante à part entière de l'offre de transports publics, disponible dans certaines communes de banlieue.

### De 1998 à 2001: les taxi-bus remplacent les bus
Les premiers transports à la demande du réseau ont été mis en place en remplacement de lignes de bus faiblement fréquentées dans un objectif d'économie de moyens :
- le taxi-bus Saubens (nommé « TAD 150 ») a remplacé la branche de la ligne 52 qui desservait la commune de Saubens, au départ de Portet-sur-Garonne, et propose une correspondance avec les trains TER Midi-Pyrénées depuis la gare de Portet-Saint-Simon ;
- le taxi-bus Lacroix-Falgarde (repris plus tard par le 119) a remplacé certains services bus de la ligne 53, entre Toulouse, Lacroix-Falgarde, et Aureville ;
- le taxi-bus Pin-Balma (aujourd'hui 102) a remplacé la branche de la ligne 72 desservant la commune de Pin-Balma, alors restreinte à la desserte de Balma ;
- le taxi-bus Mons (aujourd'hui 102) a remplacé une navette régulière dont l'exploitation avait été interrompue quelques années auparavant.

Ces offres sont dites « lignes virtuelles » : les clients déclenchent la course en appelant le conducteur deux heures à l'avance. Si au moins une réservation est enregistrée, alors le conducteur effectue le trajet conformément au tracé prévu. Ce mode d'exploitation permet avant tout d'éviter des circulations à vide : le trajet n'est théoriquement pas modifié en fonction de la demande.

### De 2001 à 2004: le développement des taxi-bus
Les mises en place précédentes ont incité certaines communes non desservies par le réseau régulier à organiser de nouvelles dessertes à la demande en ligne virtuelle, effectuant un rabattement sur des lignes régulières.
Les dessertes suivantes ont alors été mises en place :
- le taxi-bus Aureville (nommé plus tard « TAD 153 ») a desservi les communes de Pechbusque, Vieille-Toulouse, Vigoulet-Auzil, Rebigue, et Mervilla ;
- le taxi-bus Goyrans (nommé plus tard « TAD 151 ») a desservi les communes de Lacroix-Falgarde et Goyrans, en remplaçant le taxi-bus Lacroix-Falgarde ;
- le taxi-bus Vigoulet-Auzil (nommé plus tard « TAD 152 ») a desservi les communes de Vieille-Toulouse et Vigoulet-Auzil ;
- le TAD 105 dessert la zone industrielle de Saint-Alban et Bruguières ;
- le TAD 109 effectue une liaison entre la commune de Castanet-Tolosan et la zone de Labège-Innopole.

### 2004: le TAD 106, la naissance du transport à demande à haut débit
À l'est de Toulouse, six communes sont desservies par le TAD 106, « zonal à haut débit », mis en place par Tisséo, autorité organisatrice des transports urbains de l'agglomération toulousaine, depuis le 3 mai 2004. Sur ces six communes :
- les principaux quartiers de Balma et de Quint-Fonsegrives sont desservis du lundi au samedi, de 6 h à 20 h, par deux lignes régulières, à des fréquences variant de 10 à 30 min ;
- quelques arrêts de Balma, Flourens et Drémil-Lafage sont desservis, du lundi au vendredi, par une ligne ne fonctionnant qu'en heures de pointe à la fréquence de la demi-heure ;
- les communes de Mons et Pin-Balma ne sont desservies que par des ramassages scolaires.

Ces lignes, ainsi que quatre autres, sont connectées au terminus Balma – Gramont de la ligne A du métro, situé à proximité d'une importante zone d'activité et d'un centre commercial.
Le TAD 106 vient compléter l'offre de bus, avec une possibilité de déplacement toutes les demi-heures d'un point d'arrêt à un autre du secteur des six communes, tous les jours de l'année, de 5 h 30 à 0 h 30. La tarification est intégrée au réseau Tisséo (correspondance gratuite avec le métro et les bus), et le service est accessible à tous, sans abonnement préalable.
Le départ se fait sur réservation téléphonique deux heures à l'avance minimum. Il se fait également sans réservation, depuis le pôle d'échanges de Balma – Gramont, permettant une grande souplesse des trajets « retour ville », ce qui renforce l'attrait du service, ainsi que celui des lignes de bus.
La connaissance du service se fait essentiellement par bouche à oreille. Chaque jour, 800 à 1 200 personnes sont transportées, dont environ 70 % de jeunes, rendus plus autonomes dans leurs déplacements. Les autres usagers sont principalement des actifs, des personnes âgées.
Le TAD 106 donne satisfaction à ses usagers :
- une enquête réalisée en 2005 par Tisséo a noté un taux de satisfaction général de 97 % ;
- une enquête réalisée en 2006 par le CETE[4] a relevé un taux de satisfaction de 89 à 97 % selon les questions et a démontré que 42 % des clients du TAD ont été détournés de la voiture individuelle.

Les véhicules (jusqu'à une dizaine en circulation simultanée) comportent de 8 à 22 places assises. Ils ne sont pas accessibles aux personnes à mobilité réduite, sachant qu'il existe un service spécifique, « Mobibus » (à la demande et en porte à porte), sur l'ensemble du périmètre des transports urbains.
Depuis le 22 juillet 2019 ce TAD a été transformé en lignes de bus régulières.

### De 2008 à 2011: l'extension du transport à la demande à haut débit
À la suite du succès du TAD 106, Tisséo a entrepris une démarche d'extension du système aux secteurs de banlieue, qui s'est concrétisé à court terme par les évènements suivants :
- la mise en place, le 1er septembre 2008, du 118, qui suit un fonctionnement identique au TAD 106 et dessert Colomiers, Aussonne, Cornebarrieu, et Mondonville en correspondance avec le pôle d'échanges de la gare de Colomiers ;
- l'extension du TAD 106, à compter du 5 janvier 2009, vers les communes de Mondouzil et Aigrefeuille, à la suite de l'intégration de celles-ci dans le périmètre des transports urbains ;
- le remplacement, au 23 février 2009, des TAD 151, 152 et 153 (trois lignes virtuelles d'ancienne génération du secteur des coteaux du Sicoval) par le 119, zonal à haut débit, desservant les communes d'Aureville, Castanet-Tolosan, Clermont-le-Fort, Goyrans, Lacroix-Falgarde, Mervilla, Pechbusque, Ramonville-Saint-Agne, Rebigue, Vieille-Toulouse et Vigoulet-Auzil[5].

Enfin, à l'ouverture du tramway T1, une ligne supplémentaire, le 120, est mise en service pour renforcer la desserte du nord-ouest de l'agglomération. Au départ du terminus du nouveau tramway, Aéroconstellation, il dessert les communes d'Aussonne, Beauzelle et Seilh ; ainsi que Mondonville et Cornebarrieu en correspondances avec le 118.

### De 2011 à Aujourd'hui: les lignes de transport à la demande deviennent des lignes régulières
En raison de la forte fréquentation, du développement des secteurs traversés et de la demande des voyageurs, les lignes de TAD sont toutes progressivement transformées en lignes régulières :
- Le 5 septembre 2011, le TAD 109 devient la ligne de 109.
- Le 6 juillet 2013, le TAD 150 (au sud de l'agglomération) est supprimé.
- Le 5 novembre 2018, les TAD 201, TAD 202, TAD 204 et TAD 205 deviennent les quatre lignes de bus 201202204205.
- Le 22 juillet 2019, le TAD 106 devient cinq lignes de bus 101102103104106. La ligne 106 reprend le principe de ligne zonale en tant que bus de soirée, effectuant ainsi la desserte des arrêts des lignes 101102103104107, plus certains arrêts des lignes 51728384. Elle ne nécessite aucune réservation au préalable mais il est demandé aux voyageurs de communiquer au conducteur l'arrêt où ils souhaitent se rendre
- Le 29 août 2022, le 105 a été supprimé lors de la mise en service du L10, son itinéraire a été repris par les lignes 59 et 131.
- En Septembre 2023 les 118 et 120 seront supprimés et remplacés pas les lignes 71, 74 et 75 ainsi que les TAD 170 et 171.
- Les  170,171,119 sont destinés à devenir eux aussi des lignes régulières d'ici 2025.

Tisséo souhaite donc supprimer totalement l'existence du transport à la demande sur le territoire de l'agglomération toulousaine à l'horizon 2025.

## Fonctionnement
Sauf exception mentionnée, les TAD fonctionnent sur réservation effectuée deux heures avant le trajet, par téléphone ou via l'application et le site Tisséo.

## Le réseau

### Lignes «zonales»
| Ligne | Caractéristiques | Caractéristiques                                        | Caractéristiques                                        | Caractéristiques                                        | Caractéristiques                                        | Caractéristiques                                        | Caractéristiques                                        | Caractéristiques                                        | Caractéristiques                                        |
| 119   | Ramonville - Métro ⥋ desserte du Sud de l'agglomération | Ramonville - Métro ⥋ desserte du Sud de l'agglomération | Ramonville - Métro ⥋ desserte du Sud de l'agglomération | Ramonville - Métro ⥋ desserte du Sud de l'agglomération | Ramonville - Métro ⥋ desserte du Sud de l'agglomération | Ramonville - Métro ⥋ desserte du Sud de l'agglomération | Ramonville - Métro ⥋ desserte du Sud de l'agglomération | Ramonville - Métro ⥋ desserte du Sud de l'agglomération | Ramonville - Métro ⥋ desserte du Sud de l'agglomération |
| ----- | --- | ------------------------------------------------------- | ------------------------------------------------------- | ------------------------------------------------------- | ------------------------------------------------------- | ------------------------------------------------------- | ------------------------------------------------------- | ------------------------------------------------------- | ------------------------------------------------------- |
| 119   | Ouverture / Fermeture 23 février 2009 / — | Longueur Variable km                                    | Durée Variable min                                      | Nb. d’arrêts 109                                        | Matériel Mercedes Benz Sprinter City                    | Jours de fonctionnement L, Ma, Me, J, V, S, D           | Jour / Soir / Nuit / Fêtes O / O / N / N                | Voy. / an 67 652 (2 021)                                | Exploitant Alcis Groupe                                 |
| 119   | Desserte : Aureville, Castanet-Tolosan, Clermont-le-Fort, Goyrans, Lacroix-Falgarde, Mervilla, Pechbusque, Ramonville-Saint-Agne, Rebigue, Vieille-Toulouse, Vigoulet-Auzil - Stations desservies : Ramonville |                                                         |                                                         |                                                         |                                                         |                                                         |                                                         |                                                         |                                                         |
| 119   | Autre : - Transport à la demande zonal desservant dix communes du Sud de l'agglomération toulousaine et complémentaire des lignes régulières L6 37567981111112. - Mise en ligne d'un véhicule accessible sur demande à la réservation. - Date de dernière mise à jour : 2 novembre 2022. |                                                         |                                                         |                                                         |                                                         |                                                         |                                                         |                                                         |                                                         |
| 119   | Dernière actualisation : — |                                                         |                                                         |                                                         |                                                         |                                                         |                                                         |                                                         |                                                         |
| 170   | Aéroconstellation ⥋ Colomiers Gare SNCF | Aéroconstellation ⥋ Colomiers Gare SNCF                 | Aéroconstellation ⥋ Colomiers Gare SNCF                 | Aéroconstellation ⥋ Colomiers Gare SNCF                 | Aéroconstellation ⥋ Colomiers Gare SNCF                 | Aéroconstellation ⥋ Colomiers Gare SNCF                 | Aéroconstellation ⥋ Colomiers Gare SNCF                 | Aéroconstellation ⥋ Colomiers Gare SNCF                 | Aéroconstellation ⥋ Colomiers Gare SNCF                 |
| 170   | Ouverture / Fermeture 4 septembre 2023 / — | Longueur Variable km                                    | Durée Variable min                                      | Nb. d’arrêts 32                                         | Matériel Mercedes Benz Sprinter City                    | Jours de fonctionnement L, Ma, Me, J, V                 | Jour / Soir / Nuit / Fêtes O / N / N / —                | Voy. / an —                                             | Exploitant —                                            |
| 170   | Desserte : Aussonne, Colomiers, Cornebarrieu - Stations desservies : Aéroconstellation , Colomiers Gare SNCF L2 |                                                         |                                                         |                                                         |                                                         |                                                         |                                                         |                                                         |                                                         |
| 170   | Autre : - Amplitudes horaires : La ligne circule du lundi au vendredi de 5h50 à 20h50. - Fréquence : Toutes les 30 minutes en heure de pointe et toutes les heures en heure creuse. - Particularités : - La montée aux arrêts Aéroconstellation et Colomiers Gare SNCF ne nécessitent pas de réservation. - Les autres arrêts du TAD 170 nécessitent une réservation. - Ce transport à la demande desservira une partie des arrêts des villes d'Aussonne, de Cornebarrieu et de Colomiers en complément des lignes régulières 717475. - Date de dernière mise à jour : 12 juillet 2023. |                                                         |                                                         |                                                         |                                                         |                                                         |                                                         |                                                         |                                                         |
| 170   | Dernière actualisation : — |                                                         |                                                         |                                                         |                                                         |                                                         |                                                         |                                                         |                                                         |
| 171   | Aéroconstellation ⥋ Colomiers Gare SNCF | Aéroconstellation ⥋ Colomiers Gare SNCF                 | Aéroconstellation ⥋ Colomiers Gare SNCF                 | Aéroconstellation ⥋ Colomiers Gare SNCF                 | Aéroconstellation ⥋ Colomiers Gare SNCF                 | Aéroconstellation ⥋ Colomiers Gare SNCF                 | Aéroconstellation ⥋ Colomiers Gare SNCF                 | Aéroconstellation ⥋ Colomiers Gare SNCF                 | Aéroconstellation ⥋ Colomiers Gare SNCF                 |
| 171   | Ouverture / Fermeture 4 septembre 2023 / — | Longueur Variable km                                    | Durée Variable min                                      | Nb. d’arrêts 53                                         | Matériel —                                              | Jours de fonctionnement S, D                            | Jour / Soir / Nuit / Fêtes O / O / N / —                | Voy. / an —                                             | Exploitant —                                            |
| 171   | Desserte : Aussonne, Cornebarrieu, Mondonville, Seilh - Stations desservies : Aéroconstellation , Colomiers Gare SNCF L2 |                                                         |                                                         |                                                         |                                                         |                                                         |                                                         |                                                         |                                                         |
| 171   | Autre : - Amplitudes horaires : La ligne circule les samedis et dimanches de 6h20 à 20h50. - Fréquence : Toutes les 30 minutes le samedi et toutes les heures le dimanche. - Particularités : - La montée aux arrêts Aéroconstellation et Colomiers Gare SNCF ne nécessitent pas de réservation. - Les autres arrêts du TAD 171 nécessitent une réservation. - En soirée le TAD 171 assure 4 départs d'aéroconstellation vers les communes du nord-ouest de l’agglomération. [horaire de départ : 21h30 / 22h30 / 23h30 / 00h30]. - En soirée aucun départs ne se fait de l'arrêt Gare de Colomiers - le week-end l'ensemble des points d'arrêts des villes d'Aussonne, Cornebarrieu, Mondonville et de Seilh sont assurés par le TAD 171. - Date de dernière mise à jour : 12 juillet 2023. |                                                         |                                                         |                                                         |                                                         |                                                         |                                                         |                                                         |                                                         |
| 171   | Dernière actualisation : — |                                                         |                                                         |                                                         |                                                         |                                                         |                                                         |                                                         |                                                         |